# Обгортка бібліотеки
Обго́ртка бібліоте́ки (англ. wrapper) — є проміжним шаром між прикладною програмою та іншою бібліотекою або інтерфейсом програмування додатку (API).
Метою написання обгортки бібліотеки може бути забезпечення нормальної роботи бібліотеки (API) в якій-небудь (найчастіше скриптовій) мові, в якій прямий виклик функцій цієї бібліотеки API ускладнений або неможливий. Іншою метою може бути забезпечення додаткової зручності для прикладного програміста — адаптація бібліотек до об'єктно-орієнтованого стилю програмування, компенсація незручного дизайну бібліотеки та ін. Існують також крос-платформові обгортки бібліотек, які приховують реалізацію для різних операційних систем, наприклад WxWidgets.

## Приклад
Приклад показує загальну реалізацію бібліотеки-обгортки. Тут інтерфейс C++ діє як "обгортка" навколо інтерфейсу на мові C.

### C-інтерфейс
```
int
 
pthread_mutex_init
(
pthread_mutex_t
 
*
 
mutex
 
,
 
pthread_mutexattr_t
 
*
 
attr
);

int
 
pthread_mutex_destroy
 
(
pthread_mutex_t
 
*
 
mutex
);

int
 
pthread_mutex_lock
 
(
pthread_mutex_t
 
*
 
mutex
 
);

int
 
pthread_mutex_unlock
 
(
pthread_mutex_t
 
*
 
mutex
 
);

```

### C++-обгортка
```
class
 
Mutex

{

     
pthread_mutex_t
 
mutex
;

public
:

 

     
Mutex
()
 

     
{

          
pthread_mutex_init
(
&
mutex
,
 
0
);

     
}

     
~
Mutex
()

     
{

          
pthread_mutex_destroy
(
&
mutex
);

     
}

private
:

     
friend
 
class
 
Lock
;

     
void
 
lock
()

     
{

          
pthread_mutex_lock
(
&
mutex
);

     
}

     
void
 
unlock
()

     
{

          
pthread_mutex_unlock
(
&
mutex
);

     
}

};

class
 
Lock

{

      
Mutex
&
 
mutex
;

public
:

      
Lock
(
Mutex
&
 
mutex
)
:
mutex
(
mutex
){
mutex
.
lock
();}

      
~
Lock
(){
mutex
.
unlock
();}

};

```

Початковий C-інтерфейс можна розглядати як недостатньо надійний, зокрема може статися так, що користувачі бібліотеки забудуть розблокувати заблокований мютекс. 
Новий інтерфейс, використовує RAII в нових класах Mutex і Lock для забезпечення автоматичного розблокування Mutex і, відповідно, об'єкта pthread_mutex_t.

## Зв'язність між несумісними мовами, середовищами виконання
Деякі бібліотеки-обгортки працюють як міст між клієнтською програмою та бібліотекою, яка використовує іншу, несумісну  технологію із основною програмою. Наприклад, Java програми працюють в віртуальній машині й не можуть напряму викликати системні функції ОС, які реалізовані на C. В таких мовах програмування, як Java, замість окремих бібліотек-обгорток використовується окремий механізм — інтерфейс до зовнішніх функцій.
Деякі приклади реалізації такого механізму:
- Java Native Interface
- Java Native Access
- SWIG

## Відомі обгортки бібліотек
Кілька прикладів відомих обгорток бібліотек
- Pthreads for WIN32
- OpenGL Bindings for Python
- MySQL++
- JavaCV